# Безье Эро
«Ассосьясьон Спортив де Безье Эро» (фр. Association sportive de Béziers Hérault), «Безье» — французский регбийный клуб, выступающий во втором дивизионе национального чемпионата. Команда участвует в розыгрышах второй лиги с 2011 года, когда «Безье» стал чемпионом низшего эшелона, Федераль 1.
Наибольшие успехи основанного в 1911 клуба пришлись на вторую половину XX века. Команда впервые стала чемпионом Франции в 1961 году, затем взяла шесть титулов в семидесятые и ещё четыре — в восьмидесятые годы. Затем, с появлением во французском регби принципов профессионального спорта, клуб стал менее результативен. По итогам сезона 2004/05 команда выбыла из высшей лиги, в 2009 году «Безье» стали последними и во втором дивизионе.
Домашние матчи клуб проводит на арене «Стад де ла Медитерране», способной вместить 17 600 зрителей. Традиционные цвета команды — синий и красный.

## История
Впервые команда приблизилась к обладанию трофеем в 1950 году, став финалистом кубка Франции. Затем, десять лет спустя клуб сыграл в решающем матче чемпионата страны. 22 мая коллектив встретился с «Лурдом» и уступил со счётом 11:14. В следующем сезоне «Безье» стал лучшей командой Франции — в финале регбисты обыграли соперников из «Дакса» (6:3). В том же году клуб дошёл до финала престижного турнира Шалёнж Ив дю Мануа. В 1962 и 1964 годах красно-синие провели ещё два финала французского чемпионата, где проиграли соответственно «Ажену» и «По». Также на 1964 год пришлась победа в Шалёнж.
Став в шестидесятых угрозой для сильнейших клубов страны, в следующем десятилетии клуб сам обрёл статус фаворита. В 1971 году клуб выиграл свой второй щит Бреннуса благодаря победе над «Тулоном» (15:9). Через год регбисты «Безье» отстояли титул, переиграв претендентов из «Брива» (9:0). Тогда же коллектив стал обладателем главного приза Шалёнж. Возраставший авторитет клуба укрепился ещё сильнее в 1974 и 1975 годах, когда средиземноморцы обыгрывали в финале «Нарбонну» и «Брив». Финал 1976 года команда проиграла «Ажену» (10:13). Через год, впрочем, красно-синие вернули лидерство себе, взяв верх над «Перпиньяном» (12:4). 1977 год также был отмечен выигрышем Шалёнж. Побед в этом турнире игроки «Безье» больше не одерживали.
В 1978 году команда уже по сложившейся традиции взяла второй титул чемпиона подряд — парижский финал с «Монферраном» закончился с крупным счётом (31:9). Команда вышла в главный матч Шалёнж, в котором уступила. Чемпионат Франции в 1980 году снова, уже в восьмой раз, триумфальным для коллектива. В итоговом матче «Безье» превзошёл «Тулузу» (10:6). Спустя год клуб сыграл со «Стад Баньере», и снова сильнее оказались красно-синие (22:13). В 1981 году, как и годом ранее, клуб играл в финале Шалёнж, но победу упускал. В дальнейшем «Безье» не появлялся в числе двух сильнейших команд турнира. 1983 и 1984 годы принесли «Безье» последний на данный момент национальные титулы. Финалистами тех лет стали соответственно «Ницца» и «Ажен». В 1986 году клуб второй раз сыграл в финале кубка Франции, и в этот раз средиземноморцам улыбнулась удача.
Затем золотая эпоха клуба завершилась. С введением в девяностые профессиональных основ регби, позиции команды стали ослабевать. В 2005 году «Безье» вылетел во второй дивизион, а в 2009 году упал ещё на уровень ниже. В 2011 году коллектив стал победителем третьего дивизиона, Федераль 1, и вернулся во второй эшелон французского регби. Возвращение «Безье» не было удачным: в сезоне 2011/12 регбисты финишировали предпоследними. Тем не менее, занявший девятое место «Бургуэн» был переведён в низшую лигу из-за финансовой несостоятельности, и «Безье» сохранил место в лиге на сезон 2012/2013.

## Достижения
- Чемпион Франции
  - Чемпион: 1961, 1971, 1972, 1974, 1975, 1977, 1978, 1980, 1981, 1983, 1984
  - Финалист: 1960, 1962, 1964, 1976
- Шалёнж Ив дю Мануа
  - Победитель: 1964, 1972, 1977
  - Финалист: 1961, 1973, 1978, 1980, 1981
- Кубок Франции
  - Победитель: 1986
  - Финалист: 1950
- Федераль 1
  - Победитель:: 2011
- Элит 2
  - Победитель: 2000

### Финальные матчи
| Дата           | Чемпион | Финалист       | Счёт       | Стадион                      | Зрители |
| 22 мая 1960 г. | «Лурд»  | «Безье»        | 14–11      | «Стадьом Мунисипаль», Тулуза | 37 200  |
| 28 мая 1961 г. | «Безье» | «Дакс»         | 6–3        | «Стад де Жерлан», Лион       | 35 000  |
| 27 мая 1962 г. | «Ажен»  | «Безье»        | 14–11      | «Стадьом Мунисипаль», Тулуза | 37 705  |
| 24 мая 1964 г. | «По»    | «Безье»        | 14–0       | «Стадьом Мунисипаль», Тулуза | 27 797  |
| 16 мая 1971 г. | «Безье» | «Тулон»        | 15–9 (ОТ)  | «Парк Лескюр», Бордо         | 27 737  |
| 21 мая 1972 г. | «Безье» | «Брив»         | 9–0        | «Стад де Жерлан», Лион       | 31 161  |
| 12 мая 1974 г. | «Безье» | «Нарбонна»     | 16–14      | «Парк де Пренс», Париж       | 40 609  |
| 18 мая 1975 г. | «Безье» | «Брив»         | 13–12      | «Парк де Пренс», Париж       | 39 991  |
| 23 мая 1976 г. | «Ажен»  | «Безье»        | 13–10 (ОТ) | «Парк де Пренс», Париж       | 40 300  |
| 29 мая 1977 г. | «Безье» | «Перпиньян»    | 12–4       | «Парк де Пренс», Париж       | 41 821  |
| 28 мая 1978 г. | «Безье» | «Монферран»    | 31–9       | «Парк де Пренс», Париж       | 42 004  |
| 25 мая 1980 г. | «Безье» | «Тулуза»       | 10–6       | «Парк де Пренс», Париж       | 43 350  |
| 23 мая 1981 г. | «Безье» | «Стад Баньере» | 22–13      | «Парк де Пренс», Париж       | 44 106  |
| 28 мая 1983 г. | «Безье» | «Ницца»        | 14–6       | «Парк де Пренс», Париж       | 43 100  |
| 26 мая 1984 г. | «Безье» | «Ажен»         | 21–21      | «Парк де Пренс», Париж       | 44 076  |

## Текущий состав
Заявка в Про Д2 на сезон 2017/2018. Жирным выделены игроки, заигранные за национальные сборные.

## Некоторые известные игроки
- Оливье Сайссе[фр.]
- Фредерик Тороссян[фр.]